# 高田知波
高田知波（たかだ ちなみ、男性、1946年2月12日 - ）は、日本の日本近代文学研究者。駒澤大学名誉教授。2014年やまなし文学賞受賞。

## 略歴
福岡県生まれ。東京大学文学部国文科卒、同大学院博士課程満期退学。白梅学園短期大学助教授、駒澤大学助教授、1987年教授。2014年『姓と性』でやまなし文学賞受賞。2016年駒沢大学を退職、名誉教授。

## 著書
- 『樋口一葉論への射程』双文社出版 1997
- 『<名作>の壁を超えて 『舞姫』から『人間失格』まで』翰林書房 2004
- 『姓と性 近代文学における名前とジェンダー』翰林書房、2013

### 共編著
- 『近代文学ヒロインの系譜』北田幸恵、金子幸代共編著 双文社出版 1990
- 『日本文学研究論文集成　近代文学の起源』編 若草書房 1999
- 『新日本古典文学大系 明治篇　女性作家集』中川成美,中山和子共校注　岩波書店　2002

## 参考
- [ISBN 978-4-87737-355-9]
- 駒澤大学